# Falsohippopsicon
Falsohippopsicon är ett släkte av skalbaggar. Falsohippopsicon ingår i familjen långhorningar.
Kladogram enligt Catalogue of Life:
| Falsohippopsicon | \| \| Falsohippopsicon albosternale \| \| \| \| \| \| Falsohippopsicon brunneum \| \| \| \| |
|                  | \| \| Falsohippopsicon albosternale \| \| \| \| \| \| Falsohippopsicon brunneum \| \| \| \| |
|                  | Falsohippopsicon albosternale                                                               |
|                  |                                                                                             |
|                  | Falsohippopsicon brunneum                                                                   |
|                  |                                                                                             |